# Elaine Brown
Pour les articles homonymes, voir Brown.
Elaine Brown (née le 2 mars 1943) est une militante américaine, écrivaine, chanteuse et ancienne présidente du Black Panther Party installée à Oakland. Brown s'est présentée à l'investiture présidentielle du Parti vert en 2008. Elle a ensuite quitté le parti parce qu'elle ne pensait pas qu'il apportait assez de changement.

## Enfance et éducation
Elaine Brown grandit dans les quartiers Nord de Philadelphie avec sa mère, Dorothy Clark, et un père absent. Elle grandit dans la pauvreté, mais sa mère tente de lui donner une enfance aisée. Elle étudie le piano classique et le ballet dans une école primaire expérimentale à prédominance blanche.
Adolescente, Brown a très peu d'amis afro-américains, fréquentant essentiellement des personnes blanches. Après avoir obtenu son diplôme de la Philadelphia High School for Girls, elle étudie à l'université Temple pendant moins d'un semestre, avant d'abandonner ses études pour travailler dans l'industrie de la musique. Brown déménage à Los Angeles pour devenir autrice-compositrice professionnelle. Pendant son séjour à Los Angeles, elle s'inscrit à l' université de Californie à Los Angeles. Plus tard, elle fréquente brièvement le Mills College et la faculté de droit de la Southwestern University.
En arrivant en Californie, Brown est serveuse de cocktail au club de strip-tease The Pink Pussycat. Elle y rencontre Jay Richard Kennedy, un producteur de musique et militant pour la justice sociale, et ils ont une relation. Brown s'implique alors dans le mouvement de libération des Noirs. Après avoir vécu ensemble pendant un bref moment à Hollywood Hills, le couple se sépare. Brown s'implique de plus en plus en politique, et commence à travailler pour le journal radical Harambee. Peu de temps après, elle est nommée représentante de la Black Student Alliance au Congrès noir de Californie. En avril 1968, après l'assassinat de Martin Luther King, elle se rend pour la première fois à une réunion du Black Panther Party.

## Black Panther Party
En 1968, Brown rejoint le Black Panther Party. Sans droits particuliers, elle étudie la littérature révolutionnaire, vend les journaux du parti et nettoie des armes, entre autres tâches. Elle aide les Black Panthers à mettre sur pied un programme de petit-déjeuner gratuit pour les enfants de Los Angeles, un programme de transport en bus gratuit vers les prisons et un programme d'aide juridique gratuite.
En 1968, elle est chargée par David Hilliard d'enregistrer ses chansons, une demande aboutissant à l'album Seize the Time. Elle devient ensuite rédactrice en chef de la publication The Black Panther pour la Californie du Sud. En 1971, elle intègre le Comité central du Parti et remplace Eldridge Cleaver au poste de ministre de l'Information. En 1973, Huey P. Newton lui demande d'enregistrer plus de chansons, et elle produit l'album Until We're Free.
Elle se présente sans succès au conseil municipal d'Oakland en 1973, obtenant 30 % des voix. Elle se présente à nouveau en 1975, perdant à nouveau avec 44 % des voix. Lorsque Newton fuit à Cuba en 1974, il nomme Brown à la tête du Black Panther Party. Elle préside le Black Panther Party de 1974 à 1977,.
Pendant son mandat, elle se concentre sur la politique électorale et le service communautaire fourni par les Black Panthers. En 1977, elle dirige la campagne de Lionel Wilson, qui devient le premier maire noir d'Oakland. Elle fonde également la Panther's Liberation School, qui a été reconnue par l'État de Californie comme une école modèle.
Brown démissionne de la présidence du Black Panther Party quand, en 1977, Newton refuse de condamner le passage à tabac de Regina Davis, une administratrice de la Panther Liberation School, par des hommes du parti. Brown dénonce le sexisme du Black Panther Party et s'installe à Los Angeles avec sa fille, Ericka.

## Militantisme après les Black Panthers
Après avoir quitté le Black Panther Party, Brown publie ses mémoires sous le titre A Taste of Power. Elle revient après quelques années à la lutte pour la libération des Noirs, en particulier en demandant une réforme radicale des prisons. De 1980 à 1983, elle étudie à la Southwestern University School of Law de Los Angeles. De 1990 à 1996, elle vit en France. En 1996, Brown déménage à Atlanta, en Géorgie, et fonde Fields of Flowers, Inc., une organisation à but non lucratif pour l'éducation des enfants afro-américains pauvres. En 1998, elle co-fonde le groupe Mothers Advocating Juvenile Justice pour défendre les enfants jugés comme des adultes dans l'État de Géorgie. À la même époque, elle fonde et dirige le comité de défense juridique de Michael Lewis. Michael Lewis, également connu sous le nom de « Little B », est condamné à la prison à vie à l'âge de 14 ans pour un meurtre duquel Brown le considère innocent. Brown écrit un livre romancé, The Condemnation of Little B, qui analyse l'affaire et, plus généralement, l'emprisonnement des jeunes Noirs.
En 2003, Brown co-fonde la National Alliance for Radical Prison Reform, qui aide des milliers de prisonniers à trouver un logement après leur libération conditionnelle, facilite le transport des familles pour visiter les prisons, aide les prisonniers à trouver un emploi et recueille des fonds pour les appels téléphoniques et cadeaux des prisonniers. En 2005, manifestant contre un sommet du G-8 à Sea Island, en Géorgie, Brown découvre la pauvreté massive dans la ville voisine de Brunswick. Elle se présente à la mairie de Brunswick contre Bryan Thompson. Représentant le Parti vert, Brown espère user de son influence pour faire connaître l'affaire Michael Lewis et redistribuer les revenus plus efficacement aux familles noires et pauvres. Elle est finalement disqualifiée du vote, ne résidant pas dans la ville. Elle co-fonde ensuite la Brunswick Women's Association for a People's Blueprint.
Brown poursuit son travail pour la réforme des prisons en donnant des conférences dans des collèges et des universités aux États-Unis.

## Rôle au sein du Parti vert en 2007
En mars 2007, Brown annonce sa candidature pour se présenter aux présidentielles de 2008 au nom du Parti vert. Elle affirme vouloir promouvoir les intérêts de ceux qui ne sont pas représentés par les principaux partis politiques, en particulier les femmes de moins de 30 ans et les Afro-Américains. Elle se concentre sur les besoins des familles de la classe ouvrière, la promotion d'un salaire minimum décent, des soins de santé gratuits, plus de financement pour l'éducation publique, des logements plus abordables, le retrait des troupes d'Irak, l'amélioration de l'environnement et la promotion de l'égalité. Brown veut amener de nombreuses minorités au Parti vert pour en faire une force révolutionnaire pour la justice sociale. Fin 2007, elle démissionne du Parti vert, disant qu'il reste dominé par des Blancs qui n'ont « aucune intention d'utiliser leur droit de vote pour mettre en place un réel progrès social et qui repousseront agressivement les tentatives de le faire ».
En 2010, les détenus de plusieurs prisons de Géorgie organisent une grève non-violente pour de meilleures conditions de détention, conseillés par Brown.

## Publications
- The Condemnation of Little B: New Age Racism in America, Boston: Beacon, 2002, 400 p.  (ISBN 080700975X).
- A Taste of Power: A Black Woman's Story, New York: Doubleday, 1992, 452 p.  (ISBN 0385471076).